# Yelitza Ruiz
Yelitza Ruiz (Iguala, Guerrero, 26 de diciembre de 1986) es una abogada, poeta y ensayista mexicana.

## Trayectoria
Estudió Derecho en la Universidad Autónoma del Estado de México e hizo una maestría en esa misma institución en Estudios de arte y literatura. Es directora del Festival Nacional de Literatura «Acapulco Barco de Libros» (antes Encuentro Nacional de Jóvenes Escritores «Acapulco Barco de Libros») iniciativa ciudadana que se realiza en la ciudad de Acapulco desde 2007 y que tiene como objetivo vincular a personas escritoras de todas las edades con el quehacer nacional literario. Ha colaborado en Confabulario, suplemento del diario El Universal, Periódico de Poesía y Revista Lado B. También es directora del proyecto Mujeres y Revolución que busca visibilizar a las mujeres que luchan por la equidad y la igualdad.

### Premios y reconocimientos
En 2012 recibió el Premio Literatura Joven que otorga el estado de Guerrero por su obra Juan José Arreola, narrador que se revela en el poema; en ese mismo año, por su texto Todos los gritos son ahora fue reconocida con el Premio de Poesía otorgado por el estado de Morelos; también en 2012 recibió el Premio Estatal María Luisa Ocampo 2012 del estado de Guerrero por Cartografía del tren. En 2013 recibió el Premio Estatal al Mérito Juvenil en la categoría de actividades artísticas, Guerrero 2013 y en ese mismo año fue acreedora de la Beca para Jóvenes Creadores del Fonca.

## Obra
- Poesía de vanguardia, Grupo Yohuala, 2008
- Reunión de nuevas voces guerrerenses, UAG, 2012
- Juan José Arreola, narrador que se revela en el poema, Conaculta, 2015
- Jóvenes creadores del FONCA, Conaculta, 2014
- Cartografía del tren, 2013
- Cartografía del tren, audio y video, 2014
- XV años del Premio María Luisa Ocampo, Mantis, 2015
- Triángulo del sol, Praxis, 2015
- Yohuala, El Universal, 2016
- Parkour. Pop-ético, SEP, 2017
- Tianguis, Revista de la Universidad, 2018
- Hilo Negro. Mujeres y revolución en el Partido Liberal Mexicano, Brigada para leer en libertad, 2020
- Lengua materna, UNAM, 2021